# Acanthodillo tuberosus
Acanthodillo tuberosus är en kräftdjursart som först beskrevs av Wahrberg 1922.  Acanthodillo tuberosus ingår i släktet Acanthodillo och familjen Armadillidae. Inga underarter finns listade i Catalogue of Life.